# Jarla Partilager
Jarla Partilager var en privat konsthall öppen för allmänheten. År 2006-2011 bedrev man sin verksamhet i Stockholm, och under perioden 2009-2016 även i Berlin. Hallen visade verk från Gerard De Geers samling av svensk och internationell samtidskonst. 
Namnet Jarla Partilager var ursprungligen namnet på ett företag ägt av Nils Nilsson som under mer än 50 år drev handel med dagligvaror i samma lokaler på Karlavägen 9 i Stockholm innan lokalerna gjordes om för utställningsverksamhet 2006. 
År 2011 flyttade Jarla Partilager från Stockholm till Berlin, där konsthallen i september 2009 öppnat en filial på Lindenstrasse 34..
Lokalerna på Karlavägen i Stockholm övertogs av Galleri Lars Bohman, som där öppnade utställningsverksamhet i september 2011. 2017 öppnade den finska galleristen Kaj Forsblom en filial till sitt galleri i Helsingfors, Galerie Forsblom, på adressen. Galerie Forsblom stängde sin verksamhet i Stockholm 2020.